# Karl Sanders
Karl Sanders (Greenville, Južna Karolina, 5. lipnja 1963.) američki je glazbenik. Najpoznatiji je kao osnivač Nilea, sastava tehničkog death metala.

## Životopis
Prije nego što je osnovao Nile, bio je član thrash metal-sastava Morriah. Svirao je i sa skupinom Morbid Angel. Godine 1993. osnovao je Nile. Sanders je jedini izvorni član sastava koji se pojavio na svim albumima.
Godine 2004. Sanders je pokrenuo samostalni projekt koji sadrži elemente egiptaske glazbe. Prvi album Saurian Meditation objavljen je iste godine, a Saurian Exorcisms, drugi uradak, objavljen je 2009.

## Diskografija
Nile
- Amongst the Catacombs of Nephren-Ka (1998.)
- Black Seeds of Vengeance (2000.)
- In Their Darkened Shrines (2002.)
- Annihilation of the Wicked (2005.)
- Ithyphallic (2007.)
- Those Whom the Gods Detest (2009.)
- At the Gate of Sethu (2012.)
- What Should Not Be Unearthed (2015.)
- Vile Nilotic Rites (2019.)

Samostalni albumi
- Saurian Meditation (2004.)
- Saurian Exorcisms (2009.)

Gostovanja
- Morbid Angel – Heretic (2003.)
- Behemoth – Demigod (2004.)
- Ex Deo – Romulus (2009.)
- Grave – Burial Ground (2010.)
- Tourniquest – Aniseptic Bloodbath (2012.)